# Bierbachteich
Der Bierbachteich ist ein Stillgewässer in der Gemeinde Groß-Bieberau im südhessischen Landkreis Darmstadt-Dieburg.

## Geographie
Der Bierbachteich ist circa 75 m lang, circa 25 m breit und etwa 0,15 ha groß.
Er liegt auf etwa 230 m über NHN.
Der Teich befindet sich circa 1 km südlich von Rodau und circa 1 km westlich von Lichtenberg am Nordhang des Berges Altscheuer.
Der Bierbachteich wird über den Bierbach entwässert.